# Nils Gustaf Eichstedt
Nils Gustaf Eichstedt, född 24 augusti 1750, död 11 april 1836, var en svensk mäklare.
Eichstedt var stadsmäklare i Stockholm, amatörviolinist och invaldes som ledamot nummer 127 i Kungliga Musikaliska Akademien den 18 december 1790.